# 松井健
松井 健（まつい たけし、1949年6月17日 - ）は、日本の人類学者。東京大学名誉教授。

## 経歴
1949年、大阪府大阪市生まれ。1972年に京都大学理学部動物学科を卒業し、同大学院に進んだ。1976年、同大学院博士課程中退。同年、京都大学人文科学研究所助手に採用された。1983年に神戸学院大学教養部助教授となる。1991年に教授昇進。1992年からは東京大学東洋文化研究所助教授、1994年に教授昇進。2015年、東京大学東洋文化研究所を定年退任し名誉教授。
1980年「琉球諸島における貝類のエスノ・サイエンスと民俗分類」で京都大学より理学博士の学位を取得。

## 受賞・栄典
- 1984年：渋沢敬三賞を受賞。

## 研究内容・業績
- 専門は人類学から見た自然の問題、民族誌記述の方法論（認識人類学）である。
- 特に琉球列島と西南アジアをフィールドとして民族誌の調査を行っており、近年は地域文化と工芸（民藝運動）についての著作が多い。

## 著書
- 『パシュトゥン遊牧民の牧畜生活 北東アフガニスタンにおけるドゥラニ系パシュトゥン族調査報告』京都大学人文科学研究所 1980
- 『自然認識の人類学』どうぶつ社（自然誌選書）1983
- 『セミ・ドメスティケイション 農耕と遊牧の起源再考』海鳴社 1989
- 『琉球のニュー・エスノグラフィー』人文書院（神戸学院大学教養部人間科学研究叢書）1989
- 『認識人類学論攷』昭和堂 1991
- 『自然の文化人類学』東京大学出版会 1997
- 『文化学の脱=構築 琉球弧からの視座』榕樹書林（琉球弧叢書）1998
- 『西南アジア遊牧民族記』歴史民俗博物館振興会（歴博ブックレット）2000
- 『遊牧という文化 移動の生活戦略』吉川弘文館（歴史文化ライブラリー）2001
- 『柳宗悦と民藝の現在』吉川弘文館（歴史文化ライブラリー）2005　オンデマンド版　2022　ISBN　9784642755962
- 『西南アジアの砂漠文化　生業のエートスから争乱の現在へ』人文書院（東京大学東洋文化研究所研究報告）2011
- 『民藝の擁護　基点としての〈柳宗悦〉』里文出版 2014
- 『金城次郎とヤチムン　民藝を生きた沖縄の陶工』榕樹書林（がじゅまるブックス）2016
- 『民藝の機微　美の生まれるところ』里文出版 2019

## 共著編
- 自然観の人類学 榕樹書林 2000.9
- 核としての周辺 京都大学学術出版会 2002.8 (講座・生態人類学)
- 開発と環境の文化学 沖縄地域社会変動の諸契機 榕樹書林 2002.12
- 沖縄列島 シマの自然と伝統のゆくえ 東京大学出版会 2004.3 (島の生活世界と開発)
- 生活世界からみる新たな人間-環境系 大塚柳太郎,篠原徹共編 東京大学出版会 2004.5 (島の生活世界と開発)
- 中東 堀内正樹共編 明石書店 2006.1 (講座世界の先住民族)
- 自然の資源化 弘文堂 2007.12 (資源人類学)
- グローバリゼーションと「生きる世界」―生業からみた人類学的現在 名和克郎、野林厚志共編 昭和堂 2011